# Metro w Bursie
Metro w Bursie (Bursaray) − system metra działający w tureckim mieście Bursa.

## Historia

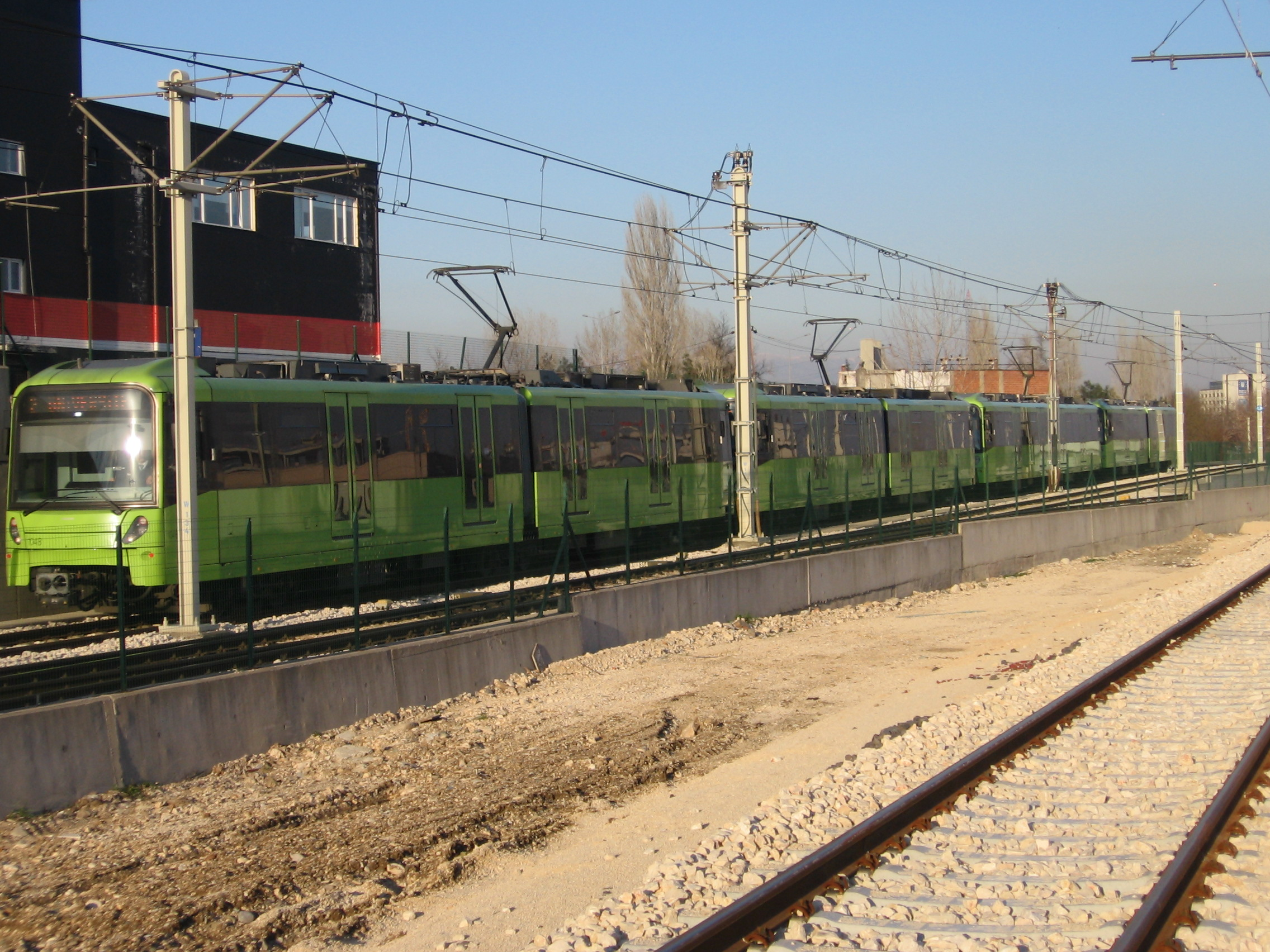
Bombardier Flexity Swift w Bursie

24 kwietnia 2002 rozpoczęły się pierwsze kursy. Natomiast oficjalne otwarcie pierwszego etapu linii nr 1 i 2 nastąpiło 19 sierpnia na odcinku Sehreküstü - Hipodrom / 1050 Konutlar. 6 kwietnia 2008 wydłużono obie linie od stacji Sehreküstü do stacji Arabayatagi. 24 grudnia 2010 linię nr 2 wydłużono o 2,9 km od stacji Kücük Sanayi do stacji Özlüce. Ostatni nowy odcinek oddano do eksploatacji na linii nr 2 19 września 2011 (Özlüce - Üniversite). Obecnie w budowie znajduje się 2,5 km odcinek linii nr 1 od stacji 1050 Konutlar do Emek. Planowana jest także budowa 8 km odcinka od stacji Arabayatagi do Kestel. Docelowo sieć ma się składać z linii o długości 50 km. 

## Tabor
W eksploatacji znajduje się 48 pociągów typu B-80 o długości 30 m produkcji Siemens AG, 60 pociągów typu Flexity Swift produkcji Bombardier oraz 50 pociągów typu GreenCity produkcji Durmazlar. 